# Gudrun Trier (kunsthåndværker)
 Der er flere personer med dette navn, se Gudrun Trier (billedhugger).
Gudrun Trier Mørch (14. februar 1877 i Vallekilde – 8. december 1956 i Humlebæk) var en dansk maler og kunsthåndværker, datter af Ernst Trier og søster til maleren Troels Trier. Hun var gift med arkitekten Ejvind Mørch og derigennem moder til en række kendte personer (se nedenfor).

## Baggrund
Gudrun Mørch var datter af Ernst Trier, grundlægger af og forstander for Vallekilde Højskole, og Johanne født Marstrand og voksede dermed op i et af de mest stimulerende højskolemiljøer.
I 1893 blev hun forlovet med Ejvind Mørch, som hun havde kendt siden 1889, hvor han dukkede op som elev i Vallekilde. De blev et stærkt par i det blomstrende grundtvigianske miljø i Vallekilde, hvor deres bekendtskabskreds bl.a. talte præsten Niels Dael, som engagerede Mørch til at tegne et forslag til en valgmenighedskirke i Havrebjerg.

## Kirkebyggeri
Den 3. februar 1904 blev opførelsen af kirken vedtaget, og den stod færdig til indvielse den 25. september samme år. Kirken i nationalromantisk stil blev opført i det væsentligste af Faxekalksten, hvis transport flere af menighedens medlemmer påtog sig. I interiøret, der blev udsmykket af Gudrun Trier, er kirken beslægtet med de romanske kirker. Hun tegnede prædikestolens bogstaver, korbuens blomsterguirlande og alterbordets udskårne bogstaver og forsidemalerier, der viser hendes kunstneriske evner. Hun har også dekoreret det indre af Vallekilde Kirke.
På tidspunktet for kirkens opførelse boede Ejvind Mørch og Gudrun Trier på Hindholm Højskole, hvor Mørch skulle være med til at oprette en håndværkerskole. Gudrun Trier underviste i håndarbejde og vævning. Familien – der blev stærkt forøget år for år – flyttede rundt alt efter hvor der var brug for arkitekthjælp eller undervisning i håndværk. Mens Gudrun Trier og den voksende børneflok boede i Havrebjerg og senere i Ny Holmstrup, var Ejvind Mørch i to somre konduktør for Martin Nyrop ved en om- og tilbygning på Vallekilde Højskole 1905-07.

## Antvorskov
Gudrun Mørch var ikke tilfreds med parrets bolig i Ny Holmstrup, og da hun en dag gik tur ved Antvorskov Slotsruiner blev hun begejstret for lokaliteten. Familien Trier Mørch lejede sig fra efteråret 1907 ind i en gammel gård, Liselund, i Antvorskov. Pastor Niels Dael besøgte også her det kunstneriske par, og det endte med, at Dael købte gården Liselund og oprettede en menighedspræsteskole på stedet.
Det varede et års tid, hvorefter Dael solgte jorden til højskoleforstander Eggert, der nu ville bygge en ny højskole, Antvorskov Højskole, hvor Ejvind Mørch blev leder af håndværksafdelingen og arkitekt for skolebygningen, der blev hans andet store værk. Mørch var ansat på højskolen indtil 1911.
I 1914 fik Gudrun Trier den store opgave at dekorere og tegne møbler til den nyopførte herregård Løndal i Jylland, bl.a. til havesalen og musikstuen.

## Familie
Parret fik i alt 8 børn:
1. Esther Trier Mørch (9. marts 1900 – 3. december 1963)
2. Erik Trier Mørch (1. marts 1901 – 31. august 1954), kaptajn i Grønlandshandelsen , der var fader til historikeren Søren Mørch
3. Rebekka Trier Mørch (15. oktober 1902 – 1962), hotelmutter i Faxe Ladeplads, gift med Erling Skakke og mor til arkitekt Jon Skakke
4. Ruth Elisabeth Trier Mørch (1904-1973), kvinderetsforkæmper, gift med Knud Hermann (1906-1977)
5. Troels Trier Mørch (9. august 1906 – 1990), statsskovfoged på Als
6. Ernst Trier Mørch (1908-1994), professor, overlæge, dr.med.
7. Elisabeth (Ibi) Trier Mørch (1910-1980), arkitekt
8. Dea Trier Mørch (15. juni 1918 – 15. november 2008), arkitekt, ikke at forveksle med forfatteren af samme navn

Gudrun Trier døde i 1956 fulgt af Ejvind Mørch i 1962.